# Joseph Raphanaud
Le colonel Joseph Raphanaud, né à Troyes le 1er mai 1911 et mort à Brienne-le-Château le 29 mars 1999, est un officier supérieur français ayant servi à la Légion étrangère et dans l'Armée d'Afrique. Titulaire de 27 citations dont 14 à l'ordre de l'armée, il est l'un des militaires les plus décorés de l'Armée française, notamment le plus cité après le général Marcel Bigeard.

## Biographie

### Jeunesse
Né à Troyes (Aube) le 1er mai 1911, Joseph Raphanaud est l'aîné d'une fratrie de neuf enfants. Il exerce la profession d'artisan maçon, comme son père, avant de devancer l'appel du service militaire et de rejoindre le 9e régiment de zouaves à Alger.

### 2e Guerre mondiale
Rappelé en 1939, Joseph Raphanaud participe à la Bataille de France. Caporal, il est déjà cité à deux reprises quand il est fait prisonnier à Toul en octobre 1940. Il s'évade trois jours plus tard, rejoint le BCRA et rentre dans la résistance (réseau Marco-Polo)[réf. nécessaire]. Arrêté par la police allemande près de Moulins (Allier) le 27 juin 1941, il s'enfuit le jour même alors qu'il manque d'être fusillé.
Devenant l'un des chefs des groupes de combat « Combat » et « Libération-Sud », il est à nouveau arrêté par la Gestapo en mai 1943 à Clermont-Ferrand et leur échappe à nouveau quelques jours plus tard. Ses supérieurs lui donnent l'ordre de rejoindre l'Afrique du Nord en passant par l'Espagne. Il est arrêté et interné au bagne d'El Séminario Viejo de Lérida, puis au camp de concentration d'Onthemiente.
Libéré, il rejoint le Maroc où il est affecté au 1er bataillon parachutiste de choc à Staoueli en Algérie. Breveté parachutiste, il participe à la création des commandos parachutistes de l'air en France et termine la guerre avec le grade de capitaine. Affecté à l'état-major des armées, il se porte volontaire pour la guerre d'Indochine.

### Guerre d'Indochine
À son arrivée sur le théâtre des opérations, il est affecté au 2e régiment étranger d'infanterie. Il reçoit pour mission de construire un train blindé et de mener des opérations de protection, puis de contre-insurrection sur la ligne du sud-Annam menant de Ninh Hòa à Suoi-Kiet en desservant les villes de Phan Thiết et Nha Trang. Il choisit une centaine de légionnaires dont un caporal allemand, ancien officier de la Kriegsmarine, pour désosser un ancien navire japonais et blinder les 14 wagons de ce qui sera surnommée « La Rafale ». Avec ses adjoints, les lieutenants Novack (officier à titre étranger allemand) et Lehiat ainsi que l'adjudant-chef Parsianni, ses coups de mains et ses victoires seront immortalisés dans le célèbre livre de Paul Bonnecarrère Par le sang versé (Fayard, 1969).
Après la Légion, il est muté au commandement des commandos du centre-Vietnam où il remporte de nombreux succès, principalement à la tête de la 610e compagnie de commandos supplétifs.

### Guerre d'Algérie
Promu chef de bataillon, Joseph Raphanaud rejoint l'Algérie. Après un passage de nouveau au 2e régiment étranger d'infanterie, il prend le commandement du 11e bataillon de tirailleurs algériens (11e BT). Il rejoint ensuite le centre saharien d'expérimentation militaire où il termine sa carrière comme adjoint du commandant du centre. À 52 ans, en 1962, il quitte l'armée.
La plupart de ses hommes le qualifiaient de « bête de guerre ». Le Việt Minh l'avait surnommé « le Diable » lorsqu'il commandait le train blindé du 2e REI.

### Après l'armée
Il se retire à La Rivière-de-Corps. Passionné par la faune, il crée le parc d'acclimatation ornithologique de Troyes où plus de 800 espèces, parfois rares, sont regroupées. Il meurt le 29 mars 1999 et est inhumé à Fontvannes.

## Décorations
Le colonel Raphanaud est l'un des militaires les plus décorés de l'armée française et le second le plus cité après le général Marcel Bigeard. Détenant plus de 30 décorations, il fut notamment titulaire de :
- Commandeur de la Légion d'honneur ;
- Croix de guerre 1939–1945 avec 10 citations dont 4 à l'ordre de l'armée ;
- Croix de guerre des Théâtres d'opérations extérieurs avec 10 citations dont 5 à l'ordre de l'armée ;
- Croix de la Valeur militaire avec 7 citations dont 5 à l'ordre de l'armée ;
- Médaille de la Résistance française avec rosette ;
- Croix du combattant volontaire ;
- Médaille des évadés ;
- Médaille commémorative de la guerre 1939–1945 ;
- Médaille commémorative de la campagne d'Indochine ;
- Médaille commémorative des opérations de sécurité et de maintien de l'ordre.